# Национальная гвардия Украины (1918)
Сводный корпус Национальной гвардии Украинской державы (С.к.н.г. Укр.д., укр. Зведений корпус національної гвардії) — воинская часть вооружённых сил Украинской державы во время Гражданской войны в России.

## История
1918 год
После 29 апреля началось строительство нового государства Украинской державы под руководством гетмана П. П. Скоропадского. В южных губерниях и особенно в г. Киеве собралось значительное количество русского офицерства и других беженцев из Петрограда, Москвы и других местностей свободной России, оказавшихся под властью большевиков. К лету в Киеве насчитывалось до 50 000 офицеров Русской армии.
Из офицеров, по разным причинам не служивших в Армии Украинской державы (Украинского государства), было начато формирование "«Особого корпуса» и «Сводного корпуса Национальной гвардии». Оба корпуса создавались в столице государства г. Киеве.

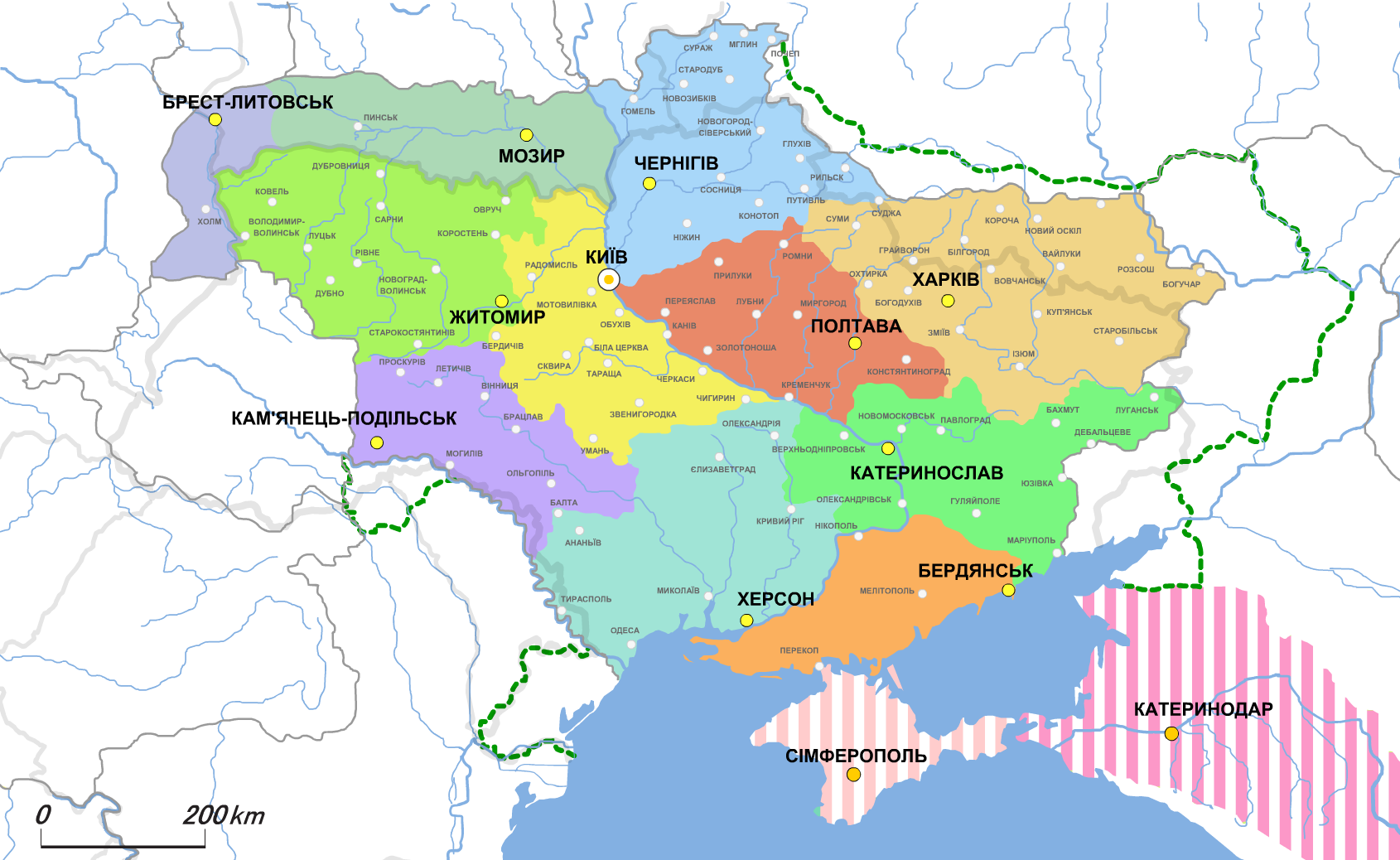
Административно-территориальное деление. Зелёная пунктирная линия — территориальные претензии.

Генерал Кирпичёв формировал корпус из офицеров-фронтовиков Русской армии которым было отказано служить в армии Украинского государства.
Состав Особого корпуса:,
- Киевская офицерская добровольческая дружина — командир генерал-майор Л. Н. Кирпичёв, начальник штаба генерал Давыдов
- Другие подразделения

Киевская офицерская добровольческая дружина имела численность немного больше полка полного состава. Состав дружины:
- 1-й отдел (можно приравнять к воинскому подразделению рота) — командир генерал-майор Иванов
- 2-й отдел (рота) — командир полковник В. С. Хитрово
- 3-й отдел (рота) — командир полковник С. Н. Крейтон
- 4-й отдел (рота) — командир полковник Ф. В. Винберг
- 5-й отдел (рота) — командир полковник А. П. Гревс
- 3 резервных отдела не были укомплектованы
- Инженерный отряд
- Конный отряд

В начале ноября граф генерал от кавалерии Ф. А. Келлер получил приглашение гетмана П. П. Скоропадского командовать его войсками в Украинском государстве. 5 ноября, после получения согласия Ф. А. Келлера, он был назначен Главнокомандующим войсками в Украинском государстве с подчинением ему и гражданских властей. Помощником главкома назначен князь генерал-лейтенант А. Н. Долгоруков.,
9 ноября Германская империя революционными гражданами империи провозглашена республикой. (см. Ноябрьская революция) Для правительства Украинского Государства это событие предвещало ослабление власти.
11 ноября завершилась Первая мировая война. Германская империя прекратила существование в результате Ноябрьской революции и должна была вывести свои войска из оккупированных территорий.
13 ноября главнокомандующий войсками в Украинском государстве с подчинением ему гражданских властей граф генерал от кавалерии Ф. А. Келлер (в должности был 5-13.11.1918) был снят с должности и назначен помощником нового главнокомандующего. Главнокомандующим войсками в Украинском государстве с подчинением ему гражданских властей назначен его помощник князь генерал-лейтенант А. Н. Долгоруков.,
Личный состав корпуса вооружение и снаряжение получал из Военного министерства Украинского государства. Численность русских офицерских дружин Особого корпуса и Сводного корпуса Национальной гвардии достигала от 2 000 до 4 000 человек, что составляло меньшинство из находившихся в ту пору в Киеве офицеров. Большинство так и осталось вне борьбы.,

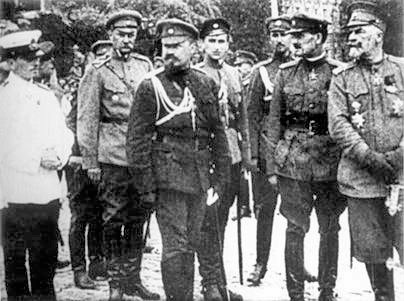
Служащие военного министерства Украинской Державы — полковник Николай Лаврентьевич Максимов (крайний слева, в белой форме) и военный министр генеральный бунчужный Александр Францевич Рагоза (крайний справа).

В ночь с 13 на 14 ноября в г. Белая Церковь создаётся мятежная Директория с целью свержения власти германского командования и власти правительства Украинской державы во главе с гетманом П. П. Скоропадским. Директория состояла из пяти членов, председатель — В. К. Винниченко.
Командир Отдельного корпуса железнодорожной охраны Укр.д. генерал-майор А. В. Осецкий стал одним из первых военачальников, поддержавших антиправительственное восстание, использовал подчинённые ему силы железнодорожников для поддержки мятежников, что затем способствовало их успеху.
14 ноября гетман П. П. Скоропадский объявил Акт федерации, которым он обязывался объединить Украину с будущим (небольшевистским) российским государством.
14 ноября в Киеве было объявлено военное положение и временно закрыты все высшие учебные заведения. П. П. Скоропадский в последний момент принял откровенно прорусскую ориентацию и пытался войти в связь с командованием Добровольческой армии. Им было издано распоряжение о регистрации и призвании на службу офицеров и дано разрешение на формирование дружин русских добровольцев. Военная молодежь Киевского университета горячо поддержала формирование Киевской добровольческой дружины Национальной гвардии. Эта дружина создавалась под руководством министерства внутренних дел Украины и непосредственным покровительством министра Кистяковского, которому гетман П. П. Скоропадский предоставил неограниченные полномочия. В эту дружину вступил добровольцем Николай Афанасьевич Булгаков.,

15 ноября находясь в г. Белая Церковь, председатель мятежной Директории В. К. Винниченко объявил о начале вооружённого восстания Директории и примкнувшего к ней Отдельного отряда Сечевых стрельцов Украинской державы (далее О.о. С.с. Укр.д) под командованием Е. М. Коновальца. 15 ноября генерал-майор А. В. Осецкий назначен наказным атаманом (командующим войсками) У. Н.Р. и, одновременно, начальником Генерального штаба войск Директории.
В результате мобилизации удалось собрать 6-8 тыс. чел. русских добровольцев. Неудача сформирования гетманом своей Русской добровольческой армии была предрешена той враждой и недоверием, которые испытывала по отношению к нему значительная часть русских офицеров.
16 ноября началось восстание (антигетманский мятеж) против власти германского оккупационного командования, правительства Украинской державы и лично гетмана П. П. Скоропадского.
16 ноября в Белой Церкви одна пешая сотня О.о. С.с. Укр.д. разоружила отдел Государственной Стражи. Железнодорожный поезд мятежниками сечевиками был наскоро превращён в бронепоезд и вечером отправлен в г. Фастов. Это было начало наступления из г. Белая Церковь на г.Киев. Стрельцам, бывшим фронтовикам, удалось застать врасплох молодых гетманцев-сердюков и занять без боя ж.д. станцию Фастов, при этом сечевики стрельцы взяли в плен часть сердюков.
В ночь с 16 на 17 ноября в г. Конотопе власть захватил также предавший правительство полковник Палий, возглавивший 3-й стрелецко-козацкий полк 1-й стрелецко-козацкой дивизии Укр.д.. Стрельцы-козакы начали распространять свою власть на города Бахмач, Нежин, Чернигов.
Весть о начавшемся восстании разлеталась по стране. В армии произошёл раскол и началась «Украинская гражданская война». Гражданская война на Украине грозила смести ещё одну власть. Отдельная Сердюкская дивизия, русские офицерские дружины и подразделения Государственной Стражи оставались последней военной опорой гетмана в Киеве.
Главнокомандующий войсками в Украинском государстве с подчинением ему гражданских властей князь генерал-лейтенант А. Н. Долгоруков для отражения наступления восставшего О.о. С.с. Укр.д. решил выдвинуть из Киева Отряд войск армии Украинской державы под командованием князя генерал-майора Святополка-Мирского, в состав которого входили: 1-я дружина Особого корпуса (600 офицеров-пехотинцев), командир дружины генерал-майор Святополк-Мирский; 1-й дивизион Лубенского сердюкского конно-козацкго полка (200 конных козаков) Отдельной Сердюкской дивизии; 4-й сердюкский пеший полк (700 пеших козаков), командир полка полковник Босенко, Отдельной Сердюкской дивизии; Бронепоезд. Всего чуть более 1 500 человек.
Вокруг Киева украинским правительством организовывалась военная оборона. В число войск вошёл и Сводный корпус Национальной гвардии.
18 ноября Отряд войск армии Украинской державы под командованием князя генерал-майора Святополка-Мирского вёл бой за ж.д. станцию Мотовиловка (волосной н.п. Васильковского уезда Киевской губернии, севернее Фастова, см. Боровая (Киевская область)), который закончился победой стрельцов. 1-я офицерская дружина Особого корпуса почти полностью погибла в последнем неравном рукопашном бою. Под вечер стрельцы заняли ж.д. ст. Васильков. Разбитый 4-й сердюкский полк полковника Босенко отступил к Дарнице.
18 ноября германские войска покинули Киев. Защитники города поняли, что Киев гетману П. П. Скоропадскому не удержать.
18 ноября (или 19 ноября) князь генерал-лейтенант А. Н. Долгоруков назначен заместителем командующего всеми русскими добровольческими частями в Украинском государстве. Командующим всеми русскими добровольческими частями в Украинском государстве был граф генерал от кавалерии Ф. А. Келлер.,
18 ноября представитель Добровольческой армии в Киеве П. Н. Ломновский назначен начальником главного центра. Он издал приказ, предписывающий русским офицерам, поступившему в Киеве в добровольческие отряды, провозгласить себя частью Добровольческой армии и подчиняться приказам, исходящим от неё. В сложившейся ситуации этот приказ вносил ещё большую неразбериху для желающих защищать город.
Подотдел (взвод) 2-го отдела защищал Киев в Софиевской Борщаговке под Святошиным.
Роман Борисович Гуль прибыл в родной Киев осенью 1918 года, где служил во 2-м подотделе 2-го отдела дружины генерала Кирпичёва.
За 19 — 20 ноября мятежный Отряд Сечевых Стрельцов занял Глеваху, Гатное, Юровку под г. Киевом. 20 ноября у Красного трактира Лубенский Сердюкский конно-казачий полк во главе с командиром полка полковником Ю. Отмарштейном перешёл на сторону Директории. Сработала агитационная работа, в которой отличился полковой священник Матиюк.
20 — 21 ноября против обороняющихся сердюков под г. Киев из г. Бердичева прибывали подразделения примкнувшего к мятежникам Отдельного Черноморского коша Украинской державы. Артиллерия сечевых стрельцов вела обстрел южных районов Киева. Молодые сердюки в обороне держались хорошо, были отдельные случаи перехода на сторону Директории из-за нескольких недостойных подпрапорщиков. Столица государства оказалась в осаде.
21 ноября мятежные войска Директории взяли Киев в осаду. После длительных переговоров с германским командованием в городе стороны пришли к договорённости, что мятежники не будут препятствовать выводу германских войск из Киева.
Мятежники Директории вели бои с подразделениями Киевской офицерской добровольческой дружины и сердюкскими частями, которые обороняли город на линии «Юрьевка-Крюковщина-Жуляны-Красный Трактир».
21-22-23 ноября происходили особенно ожесточенные бои, во время которых обе стороны понесли большие потери. Упорство обороняющихся киевлян заставило мятежников остановиться по всему фронту. Бои на линии «Жуляны-Юрьевка» были подготовкой общего наступления войск Директории.
К 22 ноября мятежники захватили Юрьевку, ими отбито наступление правительственных войск на Жуляны, мятежники захватили село Крюковщину и в особо ожесточённой борьбе ими была занята ж.д. станция Жуляны.
26 или 27 ноября генерал от кавалерии граф Ф. А. Келлер, из-за полного нежелания подчиняться гетману освобождён от должности главкома русскими добровольческими частями Украинского государства. Главнокомандующим русскими добровольческими частями назначен князь генерал-лейтенант А. Н. Долгорукий. Отношения А. Н. Долгорукого с русским офицерством осложнились тем обстоятельством, что ему пришлось арестовать представителя Добровольческой армии в Киеве генерала П. Н. Ломновского из-за приказа, предписывающего русским офицерам в Киеве считать себя частью Добровольческой армии. П. Н. Ломновский вынужден был приказ отменить, но последствия его ещё более ухудшили отношение офицеров к гетману.,,
В декабре 4-й отдел (рота) под командованием полковника Ф. В. Винберга вели упорную оборону у Педагогического музея в Киеве.
14 декабря войска мятежников перешли в атаку и через Борщаговку, Соломенку и Куреневку вошли в город.
Утром 14 декабря добровольческие части оставили фронт и бросились в Киев. За ними следом, не вступая в бой, шли украинские части армии Украинской державы. Бойцы Киевской офицерской добровольческой дружины скопились у здания Педагогического музея Первой гимназии (музей, где собирались работы гимназистов), где вынуждены были сдаться.
Гетман Скоропадский отрекся от власти, правительство передало полномочия Городской Думе и Городской Управе, генерал Долгоруков издал приказ о прекращении сопротивления и немедленную демобилизацию.
Утром 14 декабря оборона Киева перестала существовать. На Святошинском шоссе оборону держали 25 юношей из «Орденской дружины». Соседние части стали отходить. Товарищ из соседней дружины подошёл к Василиду Шульгину и сказал: «Мы уходим, уходите и вы». Он ответил: «Мы не можем уйти, мы не получили приказания. Зайдите к моей матери…». Юноши, втащив на дерево пулемёт, стреляли до последнего патрона. Потом отстреливались из винтовок. Никто не ушёл. Все до единого умерли, исполняя приказание. Россия помнит этих бедных детей, которые умирали, пока взрослые предавали.
Когда петлюровцы пришли к Педагогическому музею, они потребовали, чтобы все офицеры и юнкера собрались в Педагогическом музее Первой гимназии. Все собрались. Двери заперли. Много пленных было расстреляно.
Р. Б. Гуль тоже находился в заключении в Педагогическом музее, превращённом в тюрьму. В начале 1919 года вместе с другими пленными из состава Русской армии П. П. Скоропадского, был вывезен германским командованием в Германию.
В городе началась охота на людей, потекли потоки крови… На улицах шла настоящая охота за офицерами, их безжалостно расстреливали, оставляя лежать на мостовых…
Непродолжительная «Украинская гражданская война 16 ноября — 14 декабря 1918 года» завершилась 14 декабря, когда гетман П. П. Скоропадский отдал приказ о демобилизации защитников Киева и отрёкся от власти. Видимо и корпус перестал существовать в это же время.

## Полное наименование
Сводный корпус Национальной гвардии

## Подчинение
- Верховный Воевода Украинской Армии и Флота Павел Петрович Скоропадский

## Командование
- Л. Н. Кирпичёв, командир корпуса, генерал-майор
- Давыдов, начальник штаба генерал